# Ciclismo nos Jogos Olímpicos de Verão de 1932
O ciclismo nos Jogos Olímpicos de Verão de 1932 foi realizado em Los Angeles, nos Estados Unidos, com dois eventos de estrada e quatro de pista, todos masculinos.

## Eventos do ciclismo
Masculino: Individual contra o relógio | Equipes contra o relógio | 1 km contra o relógio | Velocidade | Tandem | Perseguição por equipes

## Individual contra o relógio masculino
| Pos. | País         | Atletas          |
| ---- | ------------ | ---------------- |
|      | Itália (ITA) | Attilio Pavesi   |
|      | Itália (ITA) | Guglielmo Segato |
|      | Suécia (SWE) | Bernhard Britz   |

## Equipes contra o relógio masculino
| Pos. | País            | Atletas                                       |
| ---- | --------------- | --------------------------------------------- |
|      | Itália (ITA)    | Giuseppe Olmo Attilio Pavesi Guglielmo Segato |
|      | Dinamarca (DEN) | Henry Hansen Leo Nielsen Frode Sørensen       |
|      | Suécia (SWE)    | Arne Berg Bernhard Britz Sven Höglund         |

## 1 km contra o relógio masculino
| Pos. | País                | Atletas            |
| ---- | ------------------- | ------------------ |
|      | Austrália (AUS)     | Dunc Gray          |
|      | Países Baixos (NED) | Jacobus van Egmond |
|      | França (FRA)        | Charles Rampelberg |

## Velocidade individual masculino
| Pos. | País                | Atletas            |
| ---- | ------------------- | ------------------ |
|      | Países Baixos (NED) | Jacobus van Egmond |
|      | França (FRA)        | Louis Chaillot     |
|      | Itália (ITA)        | Bruno Pellizzari   |

## Tandem masculino
| Pos. | País               | Atletas                          |
| ---- | ------------------ | -------------------------------- |
|      | França (FRA)       | Louis Chaillot Maurice Perrin    |
|      | Grã-Bretanha (GBR) | Ernest Chambers Stanley Chambers |
|      | Dinamarca (DEN)    | Harald Christensen Willy Gervin  |

## Perseguição por equipes masculino
| Pos. | País               | Atletas                                                        |
| ---- | ------------------ | -------------------------------------------------------------- |
|      | Itália (ITA)       | Paolo Pedretti Nino Borsari Marco Cimatti Alberto Ghilardi     |
|      | França (FRA)       | Henri Mouillefarine Paul Chocque Amédée Fournier René Legrèves |
|      | Grã-Bretanha (GBR) | Frank Southall William Harvell Charles Holland Ernest Johnson  |

## Quadro de medalhas
| Ordem | País              | Medalha de ouro | Medalha de prata | Medalha de bronze | Total |
| ----- | ----------------- | --------------- | ---------------- | ----------------- | ----- |
| 1     | ITA Itália        | 3               | 1                | 1                 | 5     |
| 2     | FRA França        | 1               | 2                | 1                 | 4     |
| 3     | NED Países Baixos | 1               | 1                | 0                 | 2     |
| 4     | AUS Austrália     | 1               | 0                | 0                 | 1     |
| 5     | DEN Dinamarca     | 0               | 1                | 1                 | 2     |
| 5     | GBR Grã-Bretanha  | 0               | 1                | 1                 | 2     |
| 7     | SWE Suécia        | 0               | 0                | 2                 | 2     |